# 可搬消防ポンプ等整備資格者
可搬消防ポンプ等整備資格者（かはんしょうぼうポンプとうせいびしかくしゃ）とは、一般財団法人日本消防設備安全センターが行う可搬消防ポンプ等整備資格者講習を修了した者。
消防法に基づく技術的基準として出されている総務省消防庁次長通知「火災予防条例（例）」を元に、市町村（特別区の区域は都）が制定する「火災予防条例」において、可搬消防ポンプ等の点検及び整備を必要な知識及び技能を有する者に行わせるとするとともに、同条例施行規則にて可搬消防ポンプ等整備資格者のみをこれに指定しており、民間資格でありながら事実上の業務独占資格となっている。

## 概要
- 可搬ポンプ等の点検や整備に必要な知識、技能を持ち、その適正な維持管理を行うことで火災被害の軽減を目的とする。

## 受講資格
- 甲種第1類若しくは第2類又は乙種第1類若しくは第2類の消防設備士で、可搬消防ポンプ等の整備について1年以上の実務の経験を有するもの
- 第1種消防設備点検資格者で、可搬消防ポンプ等の整備について2年以上の実務の経験を有するもの
- 第1種又は第2種ボイラー・タービン主任技術者で、可搬消防ポンプ等の整備について1年以上の実務の経験を有するもの
- 1級、2級又は3級自動車整備士技能検定合格者で、可搬消防ポンプ等の整備について1年以上の実務の経験を有するもの
- 1級、2級又は3級の海技士（機関）で、可搬消防ポンプ等の整備について1年以上の実務の経験を有するもの
- 第1種、第2種又は第3種の自家用発電設備専門技術者で、可搬消防ポンプ等の整備について1年以上の実務の経験を有するもの
- 可搬消防ポンプ等の整備について3年以上の実務の経験を有するもの

## 講習
- 2日間行われる。

## 再講習
- 免状の交付を受けた日又は再講習を受けた日から5年を経過する日（受講期限の延長を認められた場合にあっては、当該期限）までごとに再講習を受けなければならないこととなっている。

## 可搬消防ポンプ等整備資格者特例講習
- 消防職員や消防団員を対象にした講習。「消防学校の教育訓練の基準」（昭和45年3月18日消防庁告示第1号）第4条又は第8条の規定に基づく専科教育において、機関科の教育課程を修了した者又はそれと同等以上の教育訓練を受けた者において受講資格を満たしている者。